# …і мертвим, і живим, і ненародженим…
«…і мертвим, і живим, і ненародженим…» — четвертий акустичний студійний альбом гурту Сокира Перуна, присвячений Роману Шухевичу. Випущений 1 травня 2006-го на «Patriot Productions», перевиданий на «Sva Stone» 2015-го. Оригінал записано на NBM Music Studios із Ігорем Дубровським, у Києві. Мастеринг здійснено на Terra Incognita Studios. Оформленням займався Велесич, концепт Арсенія Білодуба.

## Список пісень
| #     | Назва                                              | Тривалість |
| ----- | -------------------------------------------------- | ---------- |
| 1.    | «Честь та кров» (Штурм cover)                      | 6:23       |
| 2.    | «Брати мої»                                        | 3:47       |
| 3.    | «Очі сповнені гніву»                               | 5:27       |
| 4.    | «29 січня» (Кен МакЛеллан cover)                   | 5:43       |
| 5.    | «Народжений перемагати» (присвята Яну Дональдсону) | 3:53       |
| 6.    | «Останній драккар» (Honor cover)                   | 4:14       |
| 7.    | «Я назавжди твій»                                  | 8:53       |
| 8.    | «Вирій» (Manowar cover)                            | 0:31       |
| 9.    | «Вітри між мечів» (Manowar cover)                  | 5:27       |
| 10.   | «Шлях до Вальгалли» (Skrewdriver cover)            | 2:38       |
| 46:56 |                                                    |            |

## Склад
- Арсеній Білодуб — вокал
- Алекс Пашков — ритм-гітара
- Володимир Письмений — акустична, ритм- та соло-гітара, скрипка
- Олександр Охремов — бас-гітара
- Saturious — фортепіано, клавішні, орган
- Андрій Ішунін — ударні
- Олег «Свінні» — ударні
- Іван Ткаленко - бандура (пісня «29 січня»)

## Інше
- «…і мертвим, і живим, і ненародженим…» на офсайті гурту [Архівовано 8 травня 2016 у Wayback Machine.]
- «…і мертвим, і живим, і ненародженим…» в Encyclopaedia Metallum [Архівовано 19 лютого 2017 у Wayback Machine.]
- Тексти пісень [Архівовано 24 вересня 2010 у Wayback Machine.]